# Emanoil Băleanu
Emanoil Băleanu (1794-1862) fue un político y militar rumano.

## Biografía
Nacido en 1794, fue comandante del ejército de Muntenia cuando éste se restableció en 1831 y diputado en la asamblea del país. Antes de unirse a Ioan Câmpineanu, formó parte de la oposición organizada contra el príncipe Alexandru Ghica de 1834 a 1837. Separándose de la revolución de 1848, se unió al partido antirrevolucionario y formó parte de la căimăcămia establecida en Bucarest tras la huida del gobierno a Târgoviște (27 de junio). Posteriormente, antes de la elección de Cuza, volvió a formar parte de la căimăcămia de Muntenia con Ioan Manu e Ioan Alexandru Filipescu. Falleció en 1862.